# Gla
Pour les articles homonymes, voir Gla.
Gla (en grec Γλα ou Γλας) est le nom moderne d'une colonie mycénienne située en Béotie, sur un îlot calcaire plat émergeant jadis de l'ancien lac Copaïs. Elle se trouve à 20 km à l'est d'Orchomène, 2 km au sud-est du village de Kastron, 2 km environ à l'est de la route principale de Thèbes aux Thermopyles.
L'ancienne île, émergeant jusqu'à 38 mètres au-dessus des exploitations agricoles de l'ancien fond lacustre, se voit parfaitement sur vue aérienne ou satellitaire : elle mesure environ 900 mètres de long et 575 mètres à son point le plus large.

## Toponymie
Le nom actuel de Gla dérive du mot turc kale : « forteresse, château »[réf. nécessaire]. Ce nom était répandu dans de nombreuses régions d'Europe du Sud-Est à l'époque ottomane (bulgare kale, albanais kala). Les habitants l'appellent Palaekastro (grec moderne Παλαιόκαστρο « vieux château »). On n'a pu établir ni le nom ancien de la colonie, ni même s'il peut être identifié avec un lieu cité dans le catalogue homérique des vaisseaux pour la Béotie. Ferdinand Noack en particulier a soutenu l'hypothèse selon laquelle les ruines pourraient être celles de la cité béotienne d'Arné, mentionnée par Homère et Pausanias. Selon l'une des quatre hypothèses que reproduit Strabon Arné fut submergée par une montée du lac Copaïs avec la ville de Midéa. Avant Noack, Ulrich von Wilamowitz-Moellendorff avait déjà envisagé l'identification d'Arné avec Gla. Cependant, cette identification n'est pas généralement reconnue et a été rejetée par l'archéologue André de Ridder. D'après Pausanias et Étienne de Byzance, deux autres villes, nommées Athènes et Éleusis, auraient également été submergées par le lac.

## Exploration du site
Edward Dodwell, qui a visité le lac Copaïs en 1805, n'a décrit que brièvement le site de Gla sans s'y attarder ni le fouiller. William Martin Leake (1806) et Ludwig Ross (1834) ont également mentionné les fortifications, sans les explorer. Heinrich Ulrichs et Peter Wilhelm Forchhammer ont été les premiers voyageurs à visiter Gla en 1837. Ils ont été suivis en 1853 par Wilhelm Vischer-Bilfinger, en 1853-1855 par Conrad Bursian et en 1881 par Heinrich Schliemann.
En mai 1893, l'archéologue allemand Ferdinand Noack a visité Gla et fait un plan approximatif du site. Un mois plus tard, l'archéologue français André de Ridder a effectué des fouilles et découvert ce qu'il a interprété comme un palais, et d'autres bâtiments plus grands sur le point le plus élevé. Ferdinand Noack est revenu à l'été 1894. Il a débroussaillé, mesuré les murs et toutes les structures visibles, et il en a fait un plan détaillé si précis qu'il est encore utilisé par les scientifiques d'aujourd'hui.
De 1955 à 1961, l'archéologue grec Ioannis Threpsiadis a effectué des fouilles que Spyros Iakovidis a poursuivies de 1981 à 1983 et de 1990 à 1991. En 2010 et 2011, des prospections géophysiques ont été menées sous la direction de Christophilis Maggidis. Ce travail a en fait été planifié sur cinq ans. Pour éviter les pillages des fouilleurs clandestins, Vasilios Petrakos, secrétaire général de la Société archéologique d'Athènes, a fait retirer les rapports détaillés avant leur publication, et tout travail supplémentaire a été interrompu. Les données ont montré que, contrairement à la prédiction de Iakovidis, il y avait de nombreux autres bâtiments non découverts auparavant. Maggidis a souligné que le travail ne devait pas être arrêté, mais continué pour empêcher les vols.
En 2018, un nouveau projet d'excavations de cinq ans a été lancé sous la direction de l'archéologue Elena Kountouri.

## Description
Les fouilles ont révélé un mur de fortification et des vestiges de bâtiments de la période mycénienne. Mais aucun palais, comparable par exemple à ceux de Tirynthe, Mycènes ou Pylos, n'est apparu. L'enceinte défensive couvre environ 26 hectares, environ dix fois plus que les grandes cités mycéniennes d'Athènes ou de Tirynthe.

### Le mur

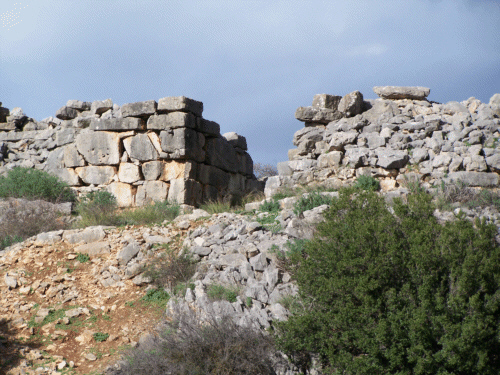
Porte sud de l'enceinte

Le mur de fortification est constitué de blocs de calcaire de taille moyenne, de construction cyclopéenne, de 2,8 km de long et encore de 3 à 5 mètres de haut aujourd'hui. En de nombreux endroits, il a été construit directement sur la pente raide de la colline. Son épaisseur peut atteindre 5,75 mètres. Pour une raison inconnue, il a été construit par courtes sections droites, légèrement décalées les unes des autres. On a supposé qu'une section correspondrait à une journée de travail, de sorte qu'une partie du mur était achevée en fin de jour avant que ne commence la suivante le lendemain. Une autre tentative d'explication serait que si le mur venait à être endommagé par une attaque ou un tremblement de terre, seule une partie du mur s'effondrerait et serait rapidement reconstruite. Il a également été suggéré que le matériau n'étant pas adapté à la confection de sections en courbe, le mur a été construit en courtes sections droites pour suivre les contours de la colline. De manière inhabituelle pour un ouvrage défensif mycénien, le mur présentait quatre entrées : au nord, à l'ouest, au sud-est, avec la porte principale au sud. Des rampes artificiellement créées menaient aux portes. 
La fortification a été réalisée au début de la phase Helladique tardive (SH) III B, soit vers -1300 ou un peu plus tôt.

### Les portes

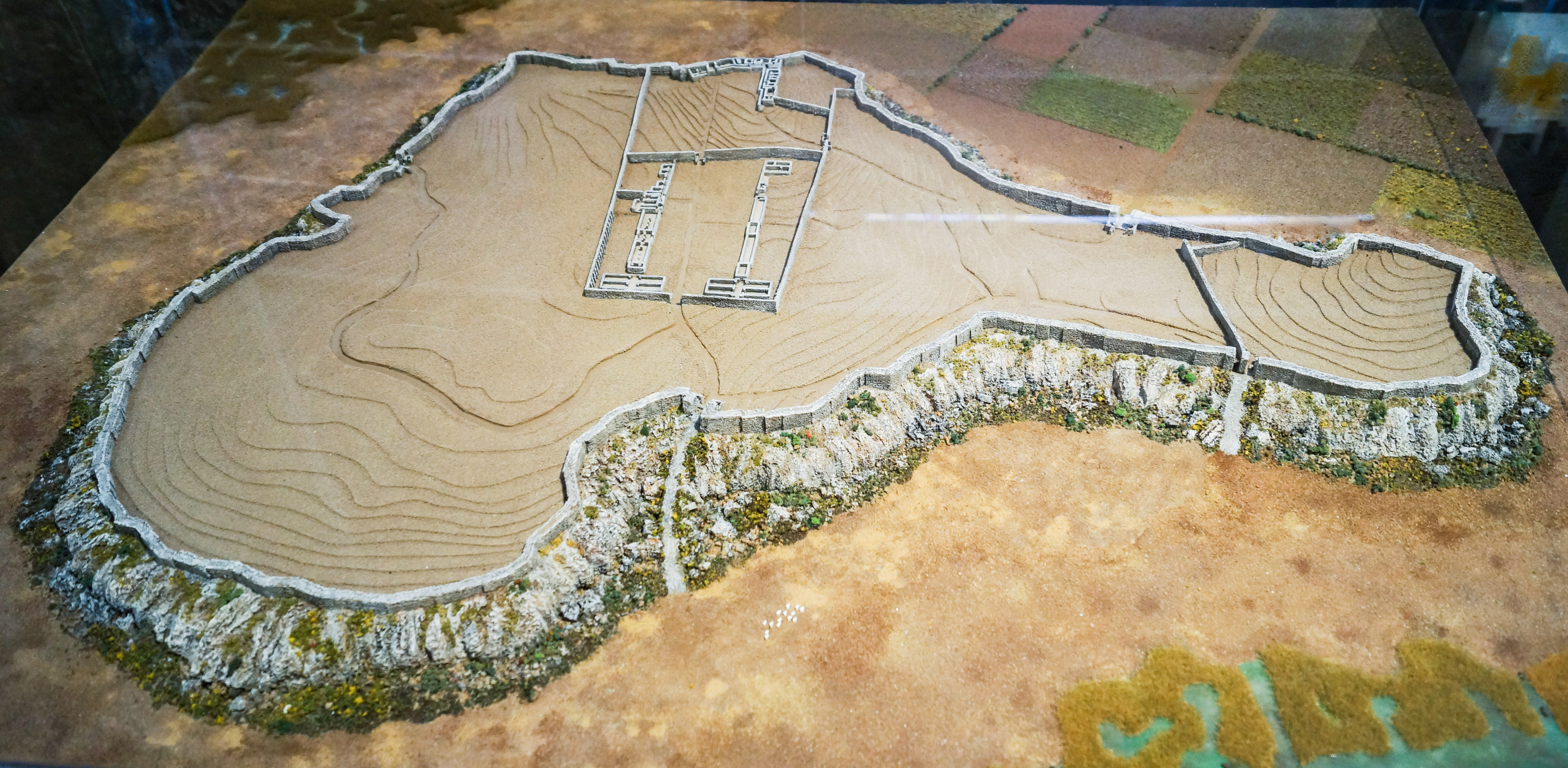
Maquette du site archéologique de Gla. Musée archéologique de Thèbes.

La porte ouest, que de Ridder appelait aussi la porte du figuier, est la plus petite, d'une largeur de 5,30 m. Le mur s'épaississait de chaque côté de la porte, formant deux bastions opposés. Le seuil a été trouvé à l'extrémité intérieure des bastions. En entrant dans la forteresse par la porte ouest, une pièce de 2,80 × 3,20 m s'étendait à gauche. Devant se trouvait un mur, qui servait probablement de support à un toit au-dessus de la porte. À environ 5 m derrière le portail, une rampe incurvée s'infléchissait vers la gauche, menant au mur juste à côté du bastion gauche.
La porte nord, également pourvue de deux bastions, mesurait 5,50 m de large. À la fin du bastion, il y avait une porte à deux battants. À droite se trouvait une pièce de 2,80 × 3,20 m et en face, une autre pièce fermée par des murs sur deux côtés. Cette partie située derrière le mur était probablement couverte. Au fond de cette petite cour se trouvait un deuxième portail à deux battants.
La porte sud-est était une double porte. Il y avait un bastion à l'extrémité de chacun des murs, à gauche et à droite entre les deux portes. La porte ouest, à gauche, mesurait 4,90 m de large. Derrière le portail à deux battants se trouvait une salle de 3,10 × 3,00 m à droite et derrière elle un autre portail à deux battants. La porte est faisait 3,90 m de large et derrière la porte à deux battants se trouvait une pièce de 2,40 x 3,00 m.
Avec une largeur de 5,80 m, la porte sud était la plus grande et la mieux sécurisée. Le bastion sud droit était à environ 6 m devant le gauche. Les attaquants pouvaient ainsi être attaqués du côté non protégé par leur bouclier et à revers. Derrière la porte à deux battants, il y avait sur la gauche une pièce de 4,25 × 2,90 m. En face d'elle, il y avait un espace clos sur deux côtés, qui a ensuite été converti en une pièce. Une rampe, derrière cette pièce, menait au mur.
Lors des travaux de 2010 et 2011, deux portes supplémentaires ont été découvertes au sud de la fortification. La porte de sortie, à l'est, menait par un escalier étroit à un renfoncement, au sud. Le deuxième portillon, de 3 m de large, situé à 60 m à l'ouest du premier, conduisait à une terrasse à l'extérieur du mur. Il y avait cinq niches rectangulaires étroites entre les portes, qui étaient probablement accessibles depuis le mur et servaient de postes de garde pour les portes. Une niche correspondante a également été trouvée dans les secteurs ouest et nord du mur. Un espace avait été ménagé à l'intérieur du mur, à 100 m au nord de la porte ouest, à 70 m à l'est de la porte nord et à 200 m à l'ouest de la porte sud. Il s'agit soit d'une casemate, soit d'une tour.

### Le supposé «palais»

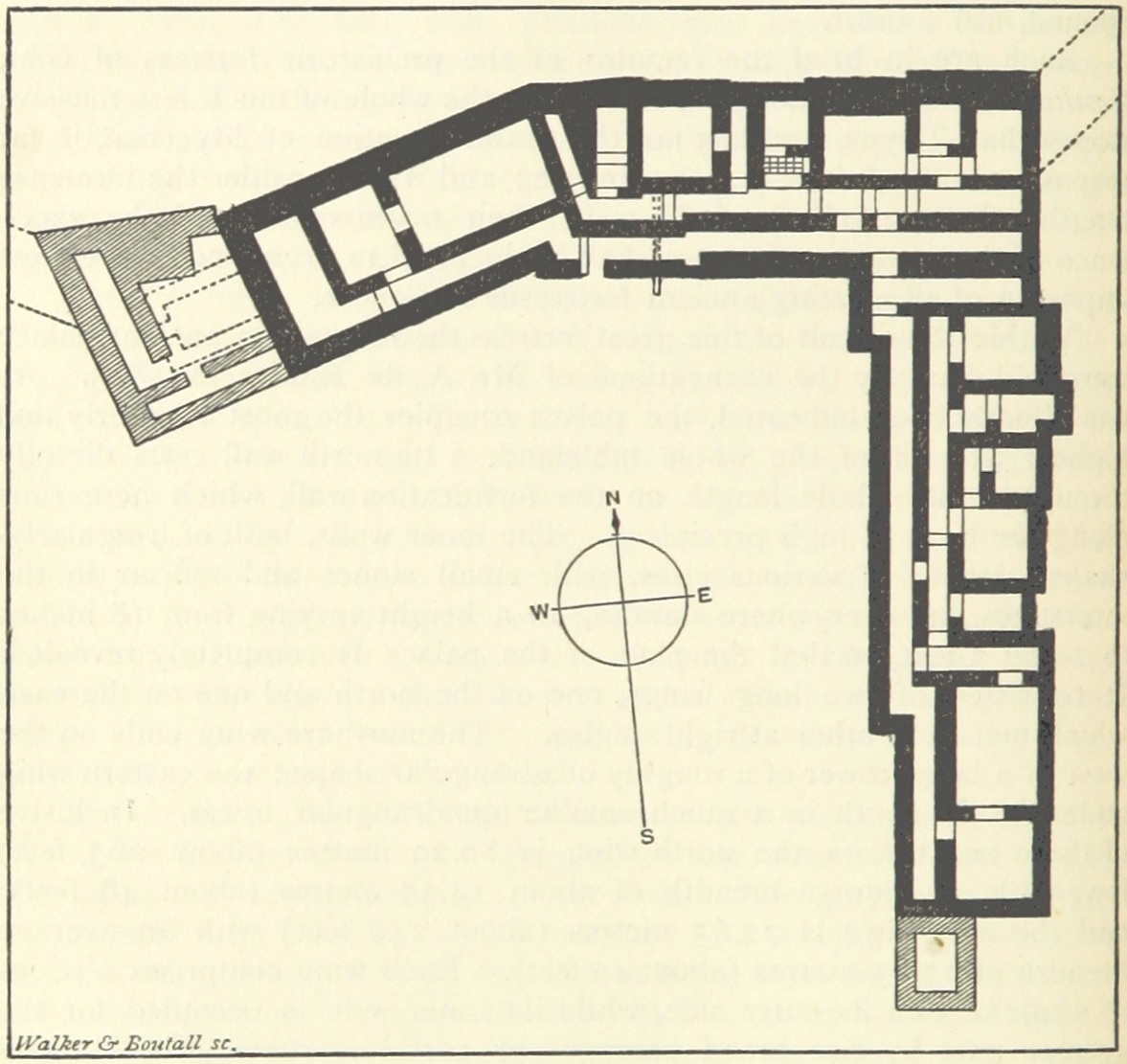
Plan du « palais »

Parmi les vestiges architecturaux intérieurs se distingue un grand bâtiment en forme de L, généralement appelé le « palais ». Il est situé sur la plus haute élévation au nord de la colonie, sur une terrasse artificielle. Le bâtiment se compose de deux ailes spatialement séparées l'une de l'autre. L'une s'étend du nord au sud et l'autre d'ouest en est. Chacune de ces ailes présente surtout de très petites pièces, disposées en groupes de six et reliées par des couloirs. L'absence de salle du trône, de foyer, de baignoire, ainsi que la taille très réduite des pièces rend très peu probable qu'il s'agisse d'un palais mycénien. Dans les salles 5 et 9 de l'aile ouest, de Ridder a trouvé quelques fragments de fresques. Dans la cour du « palais », où les deux ailes se rencontrent, Threpsiades a trouvé la moitié d'une double corne cultuelle, qui couronnait probablement le toit.
Un mur plus mince entourait le bâtiment, sur une superficie de 1,5 hectare et des portes d'accès se trouvaient à l'est et au sud. À l'est du « palais », une autre petite zone, dont la fonction est inconnue, était délimitée par un mur. À l'époque byzantine, une petite église a été construite sur les fondations du palais, mais elle a aujourd'hui complètement disparu.

### Développement ultérieur

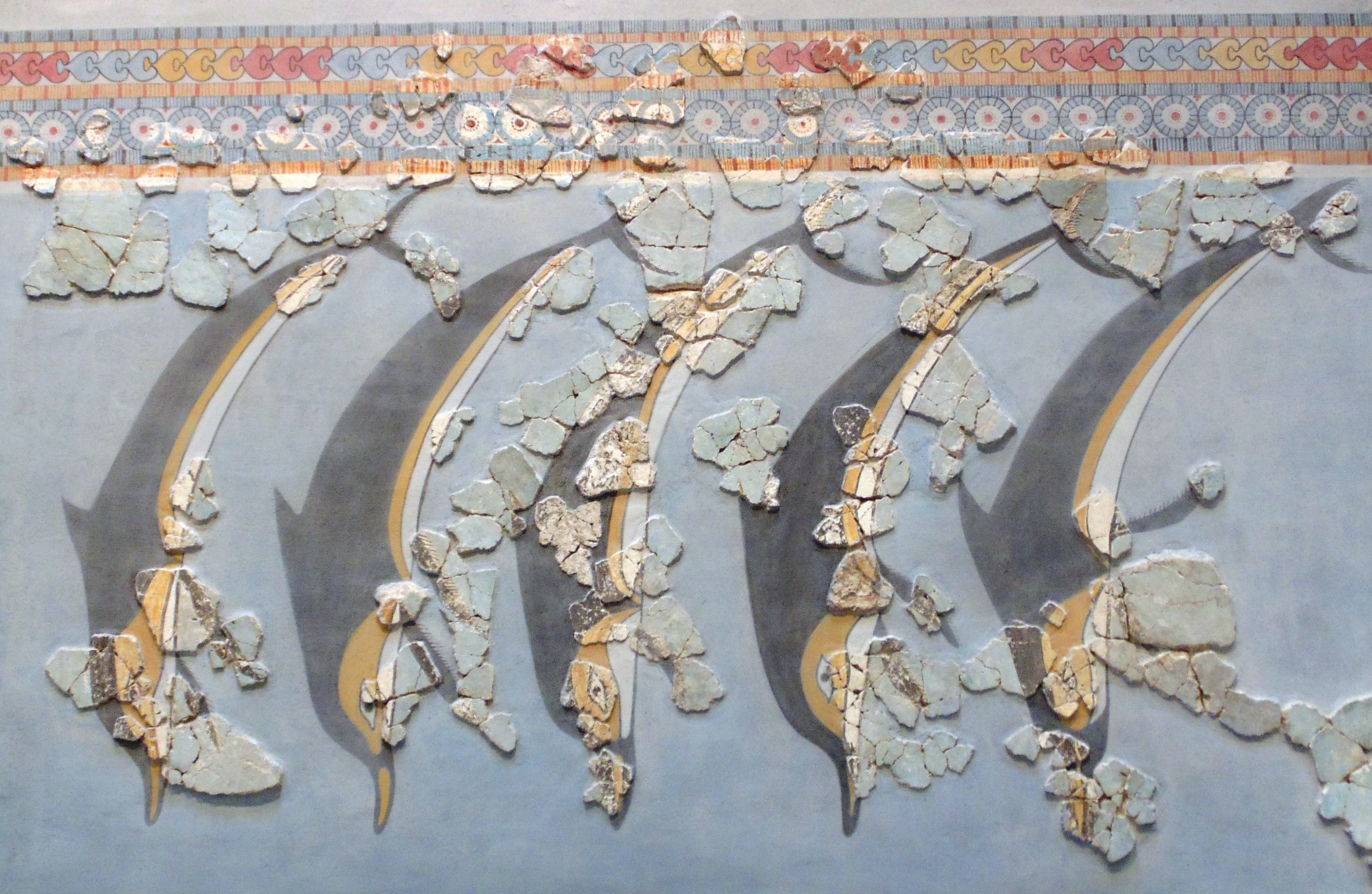
La de l'« agora » de Gla. Musée archéologique de Thèbes.

Par la porte au sud de l'enceinte du palais, on arrivait à une supposée « agora », qui était également entourée d'un mur et accessible depuis le reste de la zone par une porte située au sud. Ici ont été trouvées les fondations de deux complexes de bâtiments disposés parallèlement l'un à l'autre. Ils avaient un plan similaire et étaient orientés dans une direction nord-sud. Dans les deux cas, un long couloir relie les bâtiments au nord et au sud des complexes. Les bâtiments sont divisés en petites pièces. C'est devant la salle N1 du bâtiment est qu'ont été découverts dans une fosse les fragments de la frise des dauphins (de) et le seul sceau découvert à Gla, ainsi qu'un manchon de porte en bronze. D'autres fragments d'autres fresques ont été trouvés dans la pièce M3, connue comme la cuisine, et dans la pièce H4 du bâtiment H. Les experts sont en désaccord sur la fonction des bâtiments de l'« agora ». Il a été suggéré qu'ils servaient de casernes, mais leur utilisation comme entrepôts, ateliers ou abris à fourrage et bétail a également été envisagée.
À l'est de Gla, une plus petite zone était séparée par un mur. Le mur aboutissait à la double porte au sud, de sorte que l'on pouvait entrer dans la zone séparée par l'aile de la porte est et entrer dans la partie principale par l'entrée ouest. Dans cette enceinte, vers 1821, durant la Révolution grecque, les combattants de la liberté ont construit une chapelle en guise d'abri, dont il ne reste pratiquement plus aucun vestige. En dehors des enceintes, de nombreux bâtiments ont été découverts lors des prospections géophysiques en 2010-2011. Lors des fouilles de 2018-2019, six bâtiments identiques de même orientation ont été découverts, chacun d'une superficie de 240 m². Ils auraient pu être utilisés comme entrepôts ou ateliers.

## Interprétation

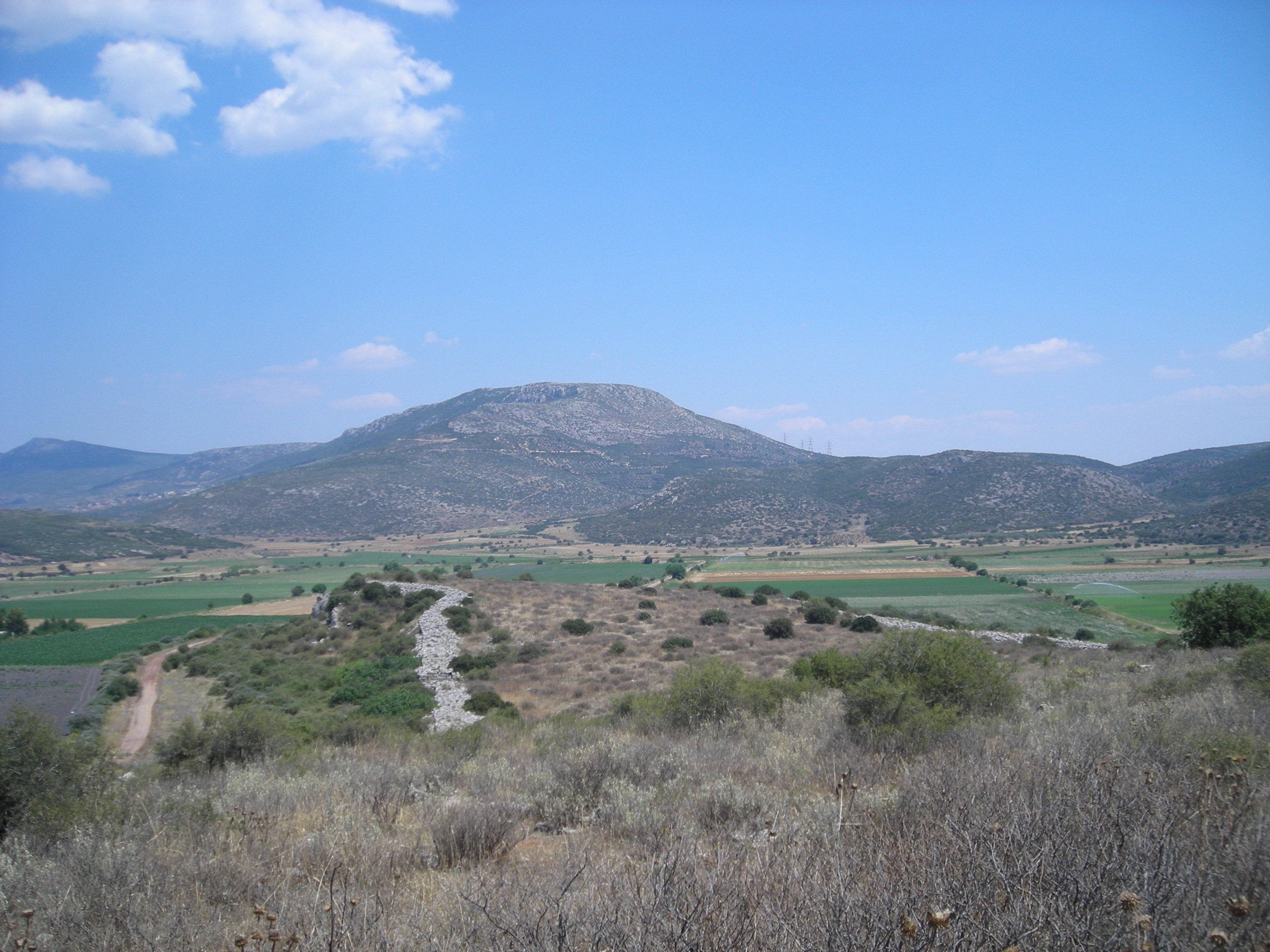
La citadelle vue vers l'est.

Sans pour autant être une ville, la colline était densément peuplée au début du Néolithique, mais la fortification n'a pas été construite avant la période mycénienne. On pense que la forteresse de Gla n'était habitée que temporairement à cette époque et a été utilisée comme refuge, camp militaire et entrepôt. En raison de la division du « palais » en deux ailes de presque même taille, il est supposé que Gla a été construite et exploitée par deux grandes villes comme Orchomène et Thèbes et que le bâtiment en forme de L a servi de siège aux représentants des deux villes.
Le lac Copaïs a été partiellement asséché très tôt par la construction de canaux qui conduisaient aux catavothres (exutoires ou trous d'évacuation) existants. La zone fertile qui en a résulté autour de l'île pu être utilisée à des fins agricoles. Gla était en plein milieu de ce pays nouvellement conquis et aurait pu servir de centre administratif pour la collecte et le stockage de la récolte et pour la construction et l'entretien du drainage. À la fin du -XIIIe siècle (pendant, mais pas à la fin de SH III B2), la colonie a probablement été détruite par le feu lors d'une guerre. On ne sait pas pourquoi elle n'a plus été utilisée par la suite. L'archéologue Elena Kountouri soupçonne qu'un assèchement complet du lac ayant fait disparaître la fonction d'abri, Gla et les colonies voisines auraient été abandonnées. Selon le mythe, Héraclès en serait responsable : il aurait détruit Orchomène et obstrué les catavothres (exutoires).
Au moment où la forteresse a été abandonnée, le drainage a cessé et la terre est devenue inutilisable pour l'agriculture, si bien que Gla est redevenue une île au gré des variations climatiques, mais au milieu d'un marais plutôt que d'un lac, comme l'ont décrite les premiers visiteurs modernes. Ce n'est qu'en 1887 que le lac Copaïs a été totalement asséché.

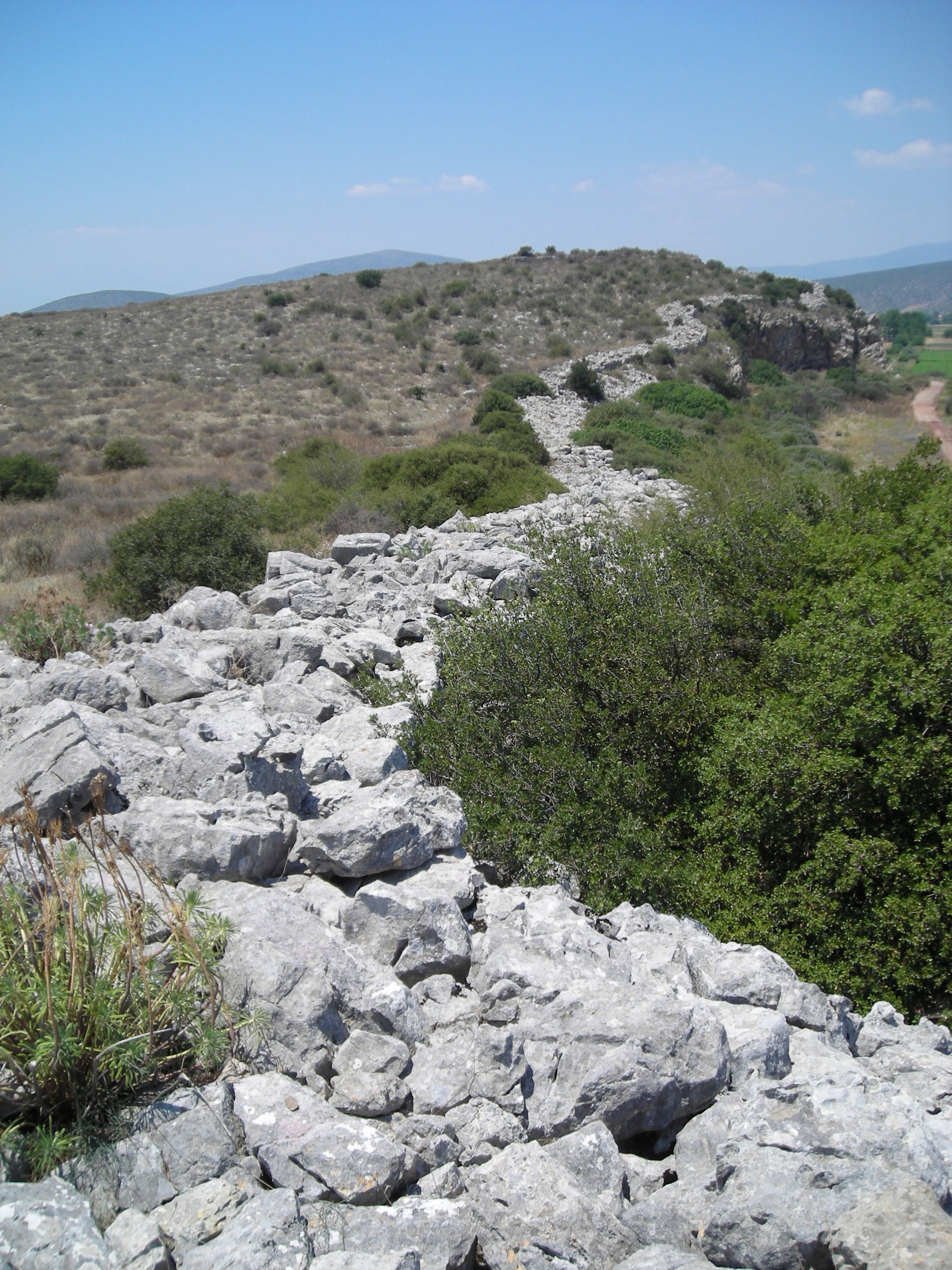
Le mur nord, vu du nord-est.
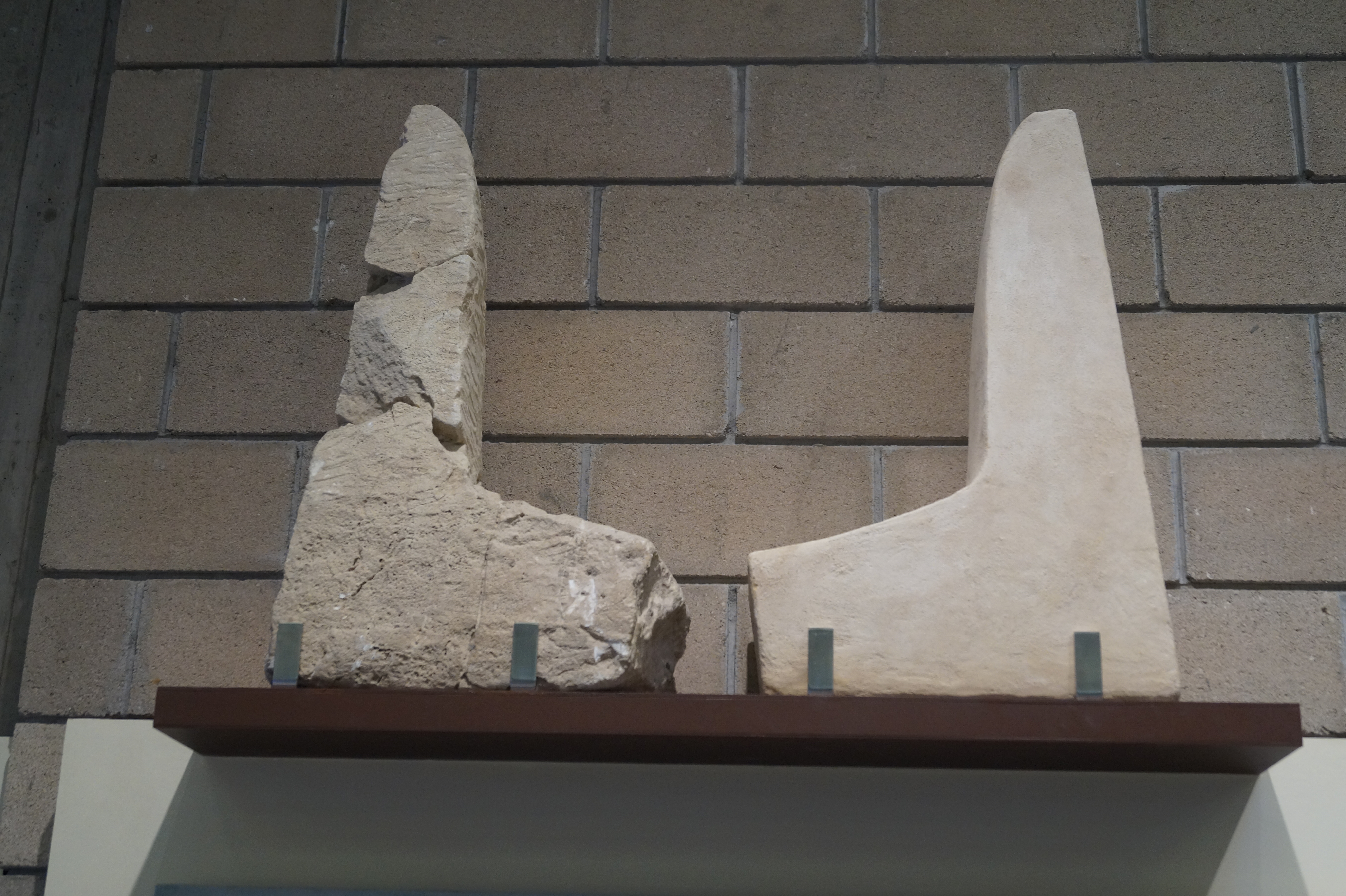
Cornes cultuelles trouvées dans la cour du palais.
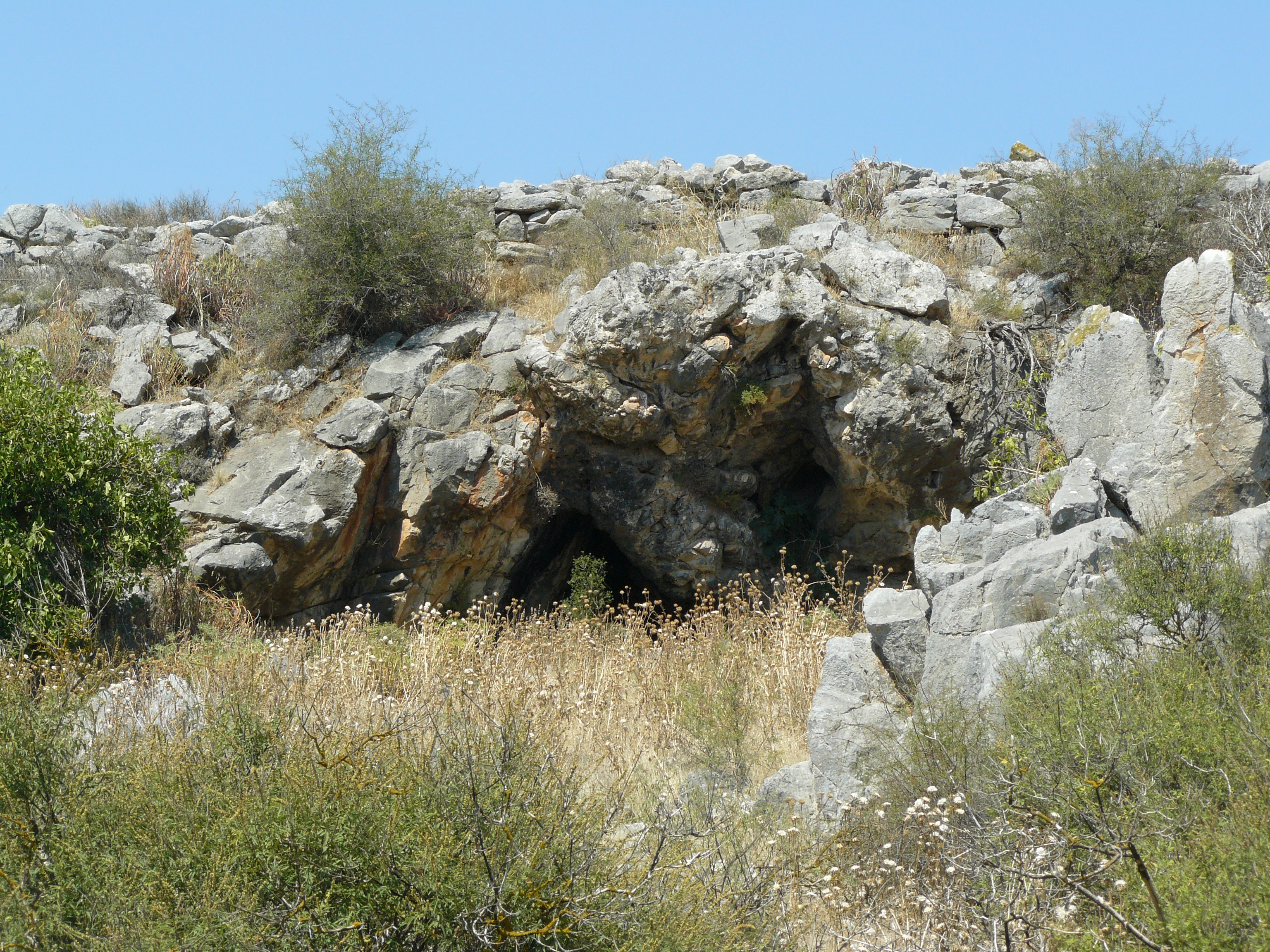
Caverne sud, à laquelle conduit une porte échappatoire.

## Sources
1. ↑  Homère, Iliade II, 507.
2. ↑  Pausanias, Description de la Grèce 9, 40, 5.
3. ↑  Strabon, Geographica 9, 2, 35–36.
4. ↑  Ulrich von Wilamowitz-Moellendorff: Die sieben Thore Thebens , Hermes 26, 1891, S. 204, Anm. 1 - online bei DigiZeitschriften
5. ↑  Zur diskutierten Gleichsetzung zusammenfassend: Edzard Visser: Homers Katalog der Schiffe. B. G. Teubner, Stuttgart / Leipzig 1997, S. 278, besonders Anm. 102.
6. ↑  Pausanias, Description de la Grèce, 9, 24, 2.
7. ↑  Étienne de Byzance, Ethnica s.v.
8. ↑  Edward Dodwell: A Classical and Topographical Tour Through Greece During the Years 1801, 1805 and 1806, Band 2, London 1819, S. 55–56 (online)
9. ↑  William Martin Leake: Travels in Northern Greece, Band 2, London 1835, S. 295 (online)
10. ↑  Ludwig Ross: Reisen des Königs Otto und der Königin Amalia in Griechenland, Band 1, Halle 1848, S. 105 (online)
11. ↑  Heinrich Ulrichs: Reisen und Forschungen in Griechenland, 1. Teil, Bremen 1840, S. 216 (online)
12. ↑  Peter Wilhelm Forchhammer: Hellenika: Griechenland, im neuen das alte., Berlin 1837, S. 179 (online)
13. ↑  Wilhelm Vischer: Erinnerungen und Eindrücke aus Griechenland, Basel 1875, S. 581 (online)
14. ↑  Conrad Bursian: Geographie von Griechenland, Band 1, Leipzig 1862, S. 212 (online)
15. ↑  Heinrich Schliemann: Orchomenos, Leipzig 1881, S. 51 (online)
16. ↑  André de Ridder: Fouilles de Gla in Bulletin de correspondance hellénique. 18, 1894, S. 271-310: André de Ridder: Arnè in Bulletin de correspondance hellénique., 18, 1894, S. 446-452.
17. ↑  Friedrich Noack: Arne in Mitteilungen des Deutschen Archäologischen Instituts, Athenische Abteilung. 19, 1894, S. 405-485.
18. ↑  Plan von Noack in Mitteilungen des Deutschen Archäologischen Instituts, Athenische Abteilung. 19, 1894, Tafel X.
19. ↑  Stavros Papantoniou: Glas: A gigantic Mycenaean city that the Archaeological Society snubbed
20. ↑  Mycenaean Acropolis of Gla Produces Impressive New Finds
21. ↑  Christos Boulotis: Reconstructing a Dolphin Frieze and Argonauts from the Mycenaean Citadel of Gla. In: Hariclia Brecoulaki, Jack L. Davis, Sharon R. Stocker (Hrsg.): Mycenean Wall Painting in Context: New Discoveries, Old Finds Reconsidered (= Μελετήματα. Band 72). National Hellenic Research Foundation, Institute of Historical Research, Athen 2015,  (ISBN 978-960-9538-34-3), S. 371–403. (online)
22. ↑  Jorrit M. Kelder: The Kingdom of Mycenae. A Great Kingdom in the Late Bronze Age Aegean. CDL-Press, Bethesda, Maryland 2010, 34 gibt, mit Bezugnahme auf relativchronologische Aussagen bei Spyros Iakovidis: Gla and the Kopaïs in the 13th Century B.C. Athen 2001, S. 145, ca. 1230–20 v. Chr. an. Auf der Website des Dickinson Excavation Project & Archaeological Survey Glas wird ca. 1220–00 v. Chr. als Zerstörungsdatum angegeben.